# Brusnik (Pakrac)
Brusnik es una localidad de Croacia en el ejido de la ciudad de Pakrac, condado de Požega-Eslavonia.

## Geografía
Se encuentra a una altitud de 342 m s. n. m. a 137 km de la capital nacional, Zagreb.

## Historia
La primera evidencia de que los romanos vivían en el área de Pakrac apareció en abril de 1913 en Brusnik. Se encontró una lápida que hoy se conserva en el Museo Arqueológico de Zagreb. En el mismo lugar, encontró una base de pilar de piedra arenisca de piedra amarilla de 65 x 53 x 50 x 46 centímetros y 15 centímetros de alto. Al lado había un pavimento de piedra y una multitud de cinceles y otras piedras. Por lo tanto, el arqueólogo concluyó que aquí había una villa rústica más grande, una finca rural romana.
Durante la Segunda Guerra Mundial, Brusnik y sus alrededores fueron sede de importante actividad partisana. Un consejo militar llevado a cabo en la localidad el 25 de diciembre de 1941 determinó la formación de 1.º Batallón Partisano de Eslavonia. El batallón tenía tres compañías y 270 combatientes.
En la Guerra de Croacia también se produjeron combates en el área de Brusnik. El 29 de diciembre de 1991, doce combatientes croatas de la 127.a Brigada (Virovitica) fueron muertos en una emboscada en el marco de la Acción Alfa.
Con el alto al fuego del 3 de enero de 1992, la localidad quedó bajo poder de la Región Autónoma Serbia de Eslavonia Occidental. Allí fue desplegado un puesto de UNPROFOR y un depósito de armamento del 18 Cuerpo del Srpska Vojska Krajina. En la primera semana de mayo de 1995 pasó al poder croata (Operación Bljesak).

## Demografía
En el censo 2021 el total de población de la localidad fue de 15 habitantes.
| Gráfica de población de Brusnik 1857-2021                           |
|                                                                     |
| Según los censos de población de la oficina estadística de Croacia. |